# Spoleto

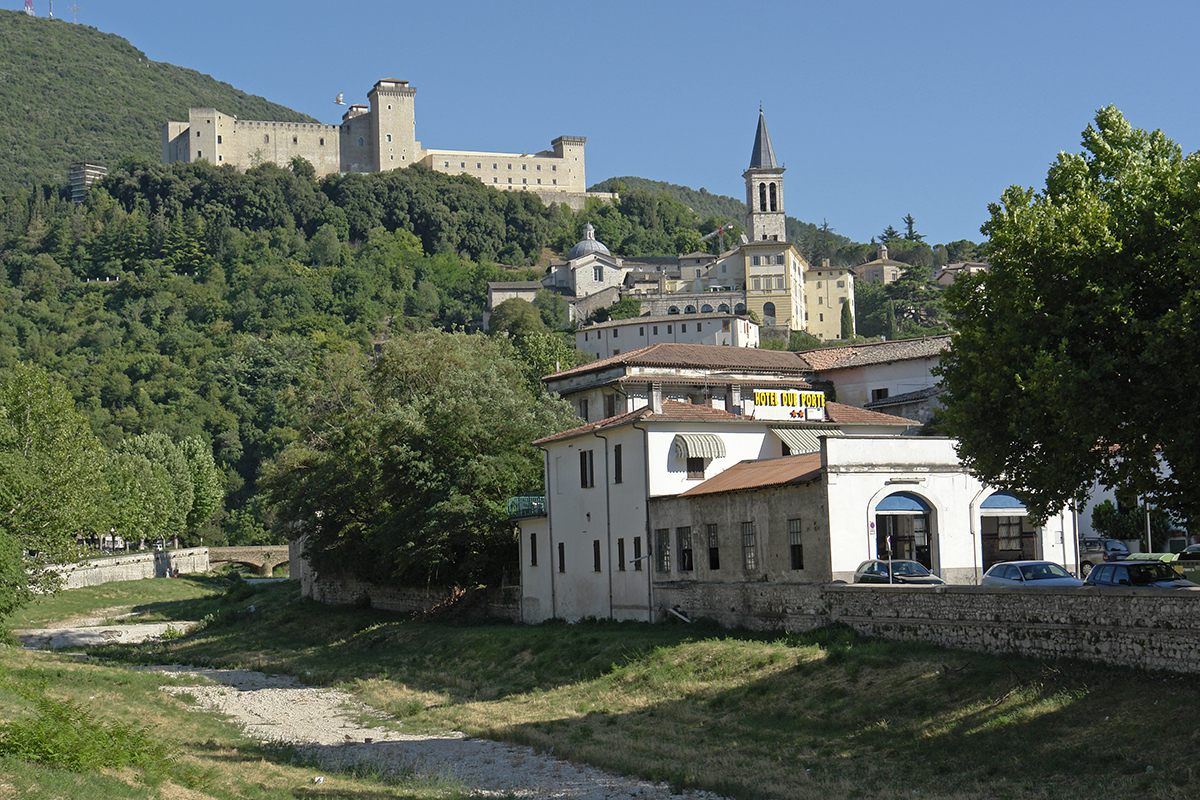
Blick auf die Festung (bis 1983 Gefängnis, seit 2007 Museum)

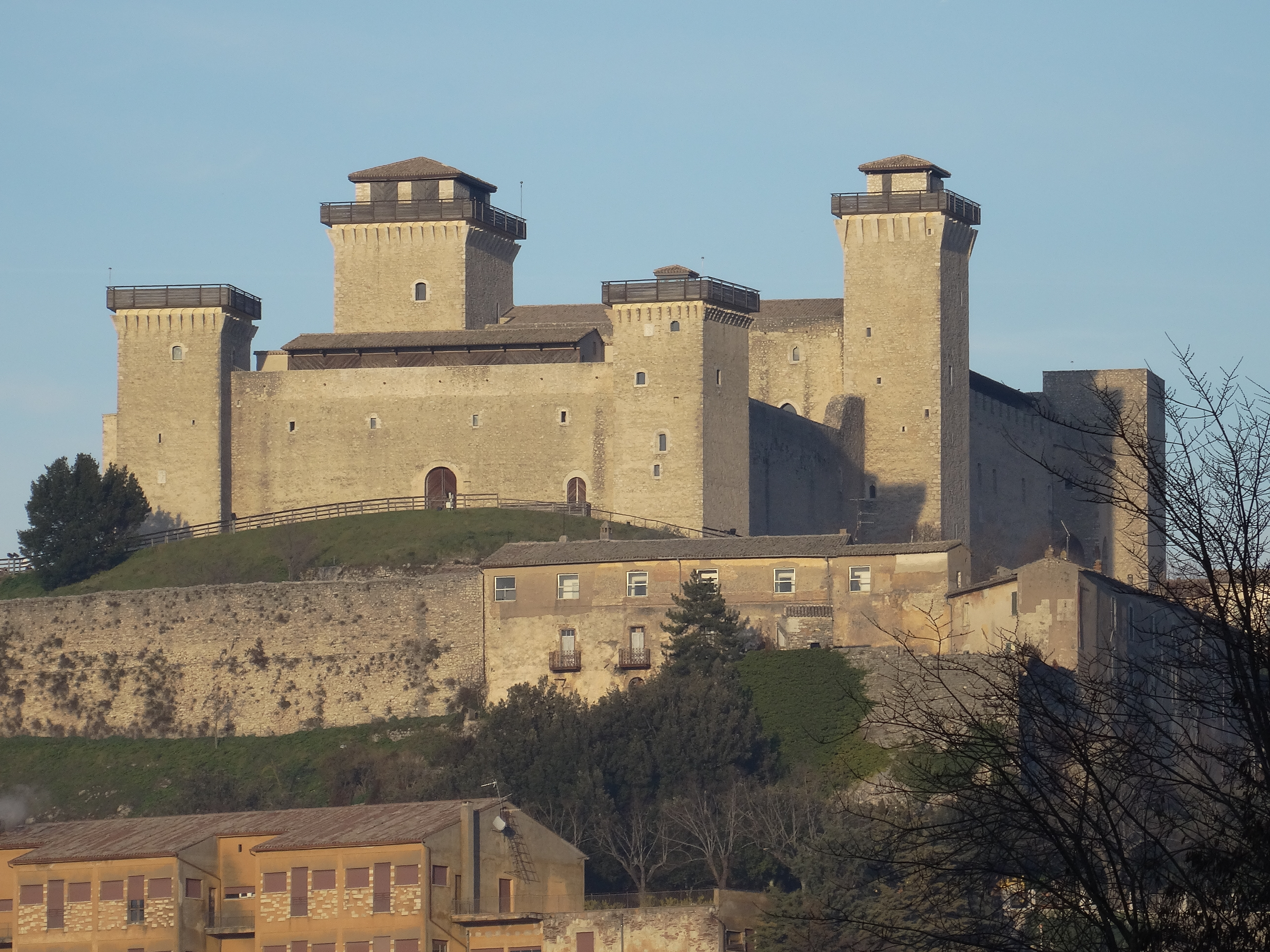
Rocca Albornoziana (1359)

Spoleto ist eine italienische Stadt in der Region Umbrien. Die Stadt hat 36.149 Einwohner (Stand 31. Dezember 2023) und liegt in der Provinz Perugia. Die Größe des Stadtgebiets beläuft sich auf 349 km², womit Spoleto zu den flächenmäßig größten Gemeinden Umbriens gehört.

## Geschichte
Die ältesten Spuren einer Siedlung aus der Bronzezeit wurden auf dem dominanten Hügel Sant’Elia im heutigen Stadtgebiet gefunden. Ab dem Ende des 8. Jahrhunderts v. Chr. und im gesamten 7. Jahrhundert v. Chr. war Spoleto das wohl wichtigste Machtzentrum im südlichen Umbrien. In der Nekropole von Piazza d’Armi entdeckte man u. a. verzierte Königszepter, Kriegerbestattungen mit Werkzeugen, Frauen mit großen Schmuckringen und etliche Kleinkindergräber, in denen religiöse, politische und militärische Statussymbole enthalten waren. Einzigartig ist die Bestattung eines 9–12 Monate alten Knaben, dem neben Dolch und Lanzen auch kleine bronzene Panzerscheiben (kardiophylakes) zum Schutz des Körpers beigegeben worden waren.
Die erstmalige Erwähnung des antiken Spoletium als Gründung einer Colonia stammt aus dem Jahr 241 v. Chr. Nach der Schlacht am Trasimenischen See im Jahr 217 v. Chr. wurde Spoletium durch Hannibal angegriffen, der durch die Einwohner zurückgeschlagen werden konnte. Während des 2. Punischen Krieges war die Stadt eine Verbündete Roms. Während der Römischen Bürgerkriege litt sie jedoch unter den Truppen von Gaius Marius und Sulla. Sulla beschlagnahmte das Gebiet in und um Spoletium 82 v. Chr. nach seinem Sieg über Crassus. Seit dieser Zeit war die Stadt Garnison (municipium). Im 1. Jahrhundert wurde Spoleto Bischofssitz (heutiges Erzbistum Spoleto-Norcia).
Im Römischen Reich war die Stadt ein florierender Umschlagplatz, geschichtlich jedoch von niederrangiger Bedeutung. Die Stadt selbst war an die Via Flaminia über einen Zubringer angeschlossen, der von der Hauptroute in Narni abging und dann am Forum Flaminii sich wieder mit ihr vereinigte. Eine weitere antike Wegstrecke führte nach Norcia. Martial erwähnt den Wein aus Spoleto. Aemilianus, der von seinen Soldaten in Moesia zum Kaiser ausgerufen wurde, wurde durch dieselben kurz vor Beginn einer Schlacht gegen seinen Rivalen Valerian hier 253 erschlagen. Schriftstücke von Kaiser Konstantin den Großen aus dem Jahr 326 und Kaiser Julian aus dem Jahr 362 stammen aus Spoleto. Die Gründung des episkopalen Sitzes in Spoleto datiert in das 4. Jahrhundert zurück. Während des Vandaleneinfalls und der Gotenkriege war die Stadt eine wichtige Festung. Die Mauern ließ der gotische Heerführer Totila schleifen.
Unter den Langobarden wurde Spoleto die Hauptstadt des unabhängigen Herzogtums Spoleto (um 570). Dieses erstreckte sich über einen großen Teil Zentralitaliens. Zwei Mitglieder des Herzogsgeschlechts der Widonen wurden zum Ende des 9. Jahrhunderts zu italienischen Königen und Kaisern gekrönt. Die Markgräfin Matilda übereignete schließlich das Herzogtum neben anderen Gütern an Papst Gregor VII.
1155 wurde die Stadt durch Friedrich Barbarossa zerstört. 1213 erfolgte schließlich die endgültige Besetzung durch Papst Gregor IX. Als der Papsthof jedoch nach Avignon zog, war die Stadt in den Wirren der Kriege zwischen Ghibellinen und Guelfen umkämpft, bis schließlich Kardinal Gil Alvarez De Albornoz 1354 die Stadt wieder in den Kirchenstaat einverleibte. 1299 war Lucrezia Borgia für einige Monate Statthalterin.
1809 wurde die Stadt zur Préfecture (Verwaltungssitz) des französischen Départements Trasimène. Giovanni Maria Mastai-Ferretti, der spätere Papst Pius IX. wurde 1827 Erzbischof von Spoleto. 1860 gelangte Spoleto in den Besitz italienischer Truppen.

## Bevölkerung
| 1871   | 1901   | 1921   | 1951   | 1971   | 1991   | 2001   | 2016   | 2019   |
| ------ | ------ | ------ | ------ | ------ | ------ | ------ | ------ | ------ |
| 21.168 | 24.648 | 28.215 | 38.155 | 36.156 | 37.763 | 37.889 | 38.035 | 37.767 |

## Sehenswürdigkeiten

### Der Dom
Am Ende einer großen abschüssigen Treppenanlage liegt der zentrale Platz der Stadt mit dem Dom. Er trägt den Namen Santa Maria Assunta und wurde ab 1175 gebaut, nachdem die Truppen Barbarossas den Vorgängerbau zerstört hatten, als Folge einer erneuten Auseinandersetzung zwischen Kaisertreuen und Papsttreuen (siehe Artikel „Ghibellinen und Guelfen“). Die Fassade ist nicht einheitlich, sondern das Ergebnis einer Erweiterung. Sie besitzt insgesamt acht Fensterrosen, die für die Beleuchtung des erweiterten Innenraumes gebraucht wurden. Zur zweiten Bauphase gehören die oberen drei Rosen, die spitzbogigen Nischen und das Mosaik (datiert 1207). Die mittlere zentrale Rose stammt aus dem ausgehenden 12. Jahrhundert und wird in der Literatur als eine der prachtvollsten Umbriens bezeichnet. Die ganze Anlage rund um den Dom herum hat zusammen mit den anderen Gebäuden große theaterhafte Wirkung und wird auch tatsächlich zu diesem Zweck genutzt.
Der Innenraum des Domes wurde 1638 vollständig barockisiert. Sehenswert sind die sehr farbenprächtigen Fresken im Chorbereich, beispielsweise von Filippo Lippi die „Krönung der Jungfrau“ von 1469. Lippi, einer der Hauptmeister der florentinischen Frührenaissance, ist unter anderem wegen einer kleinen delikaten Geschichte berühmt geworden: Er hatte als junger Mönch seine spätere Frau aus dem Kloster geraubt. Dieses farbenfrohe Fresko hier in Spoleto ist das letzte Werk von ihm.

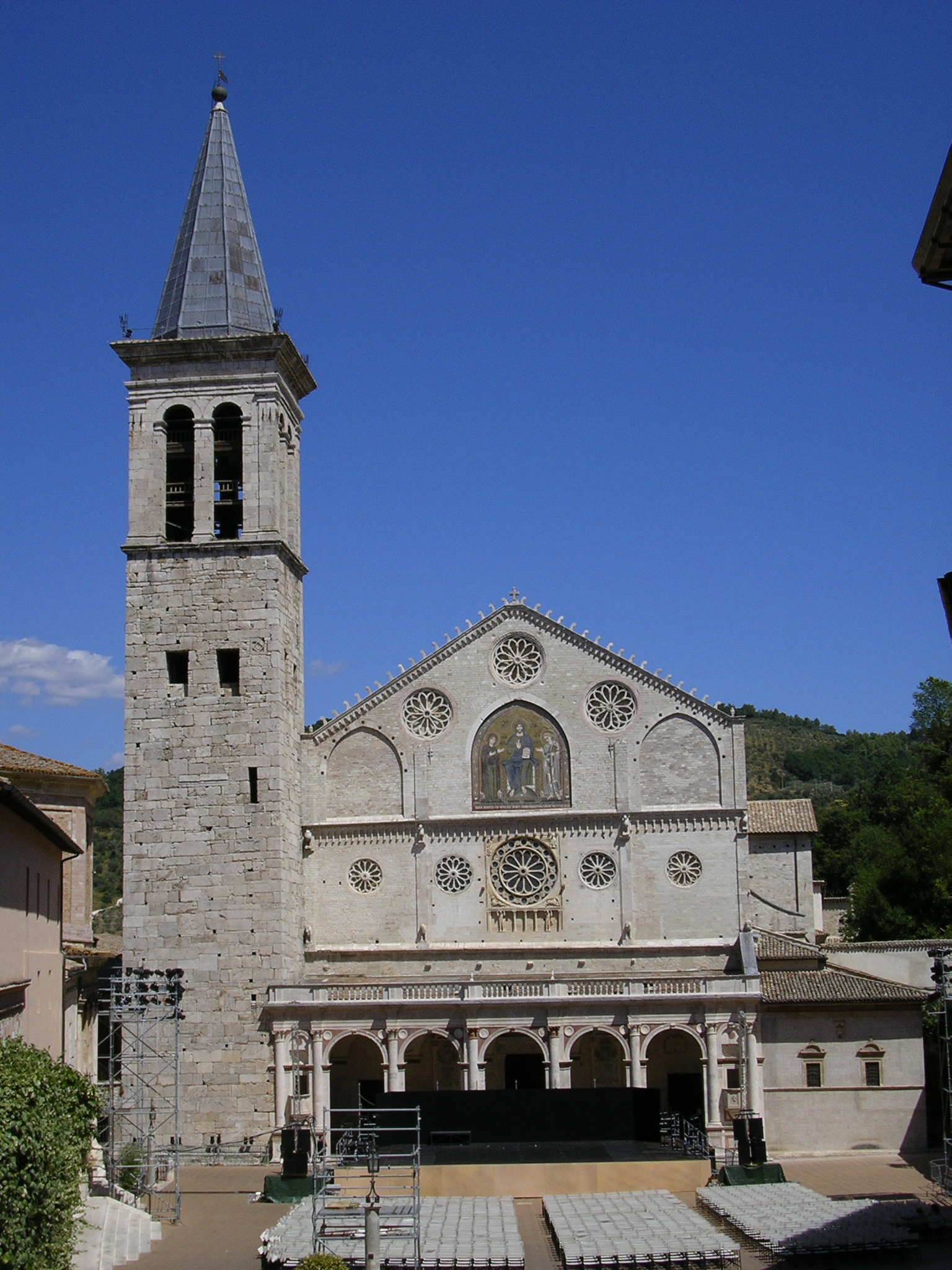
Der Dom
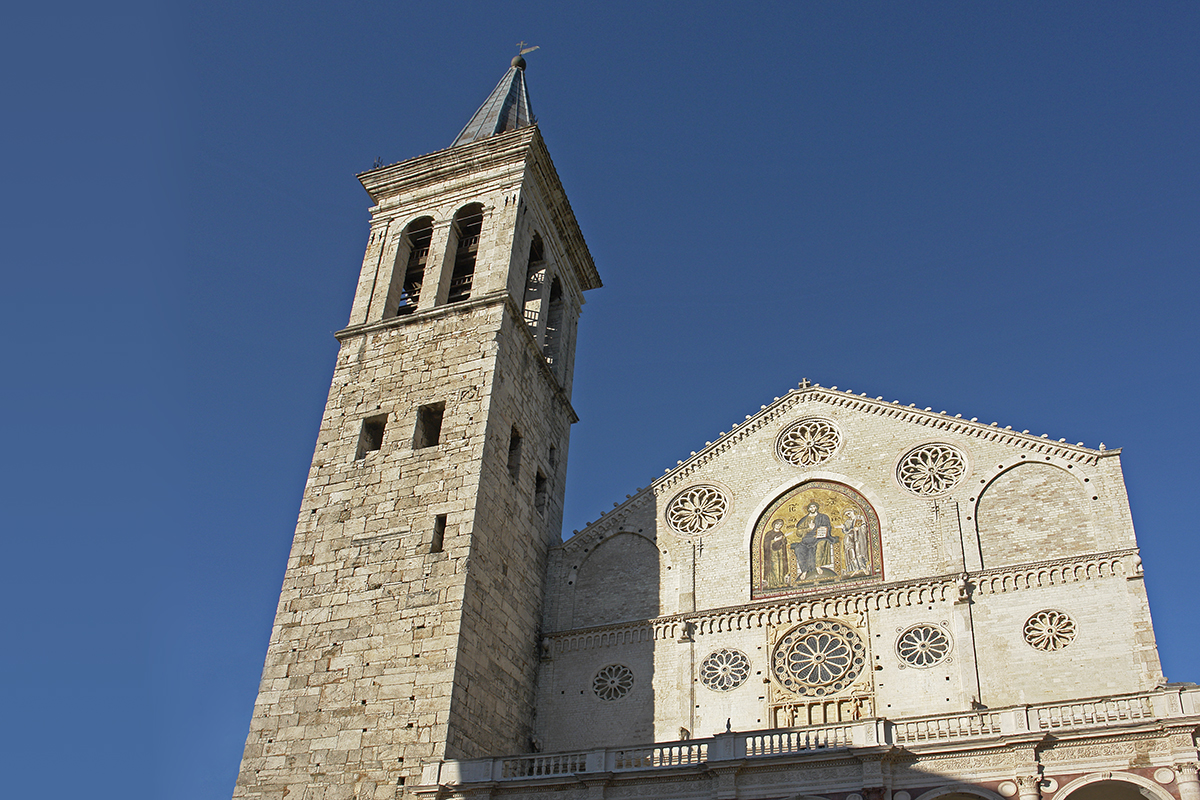
Domfassade
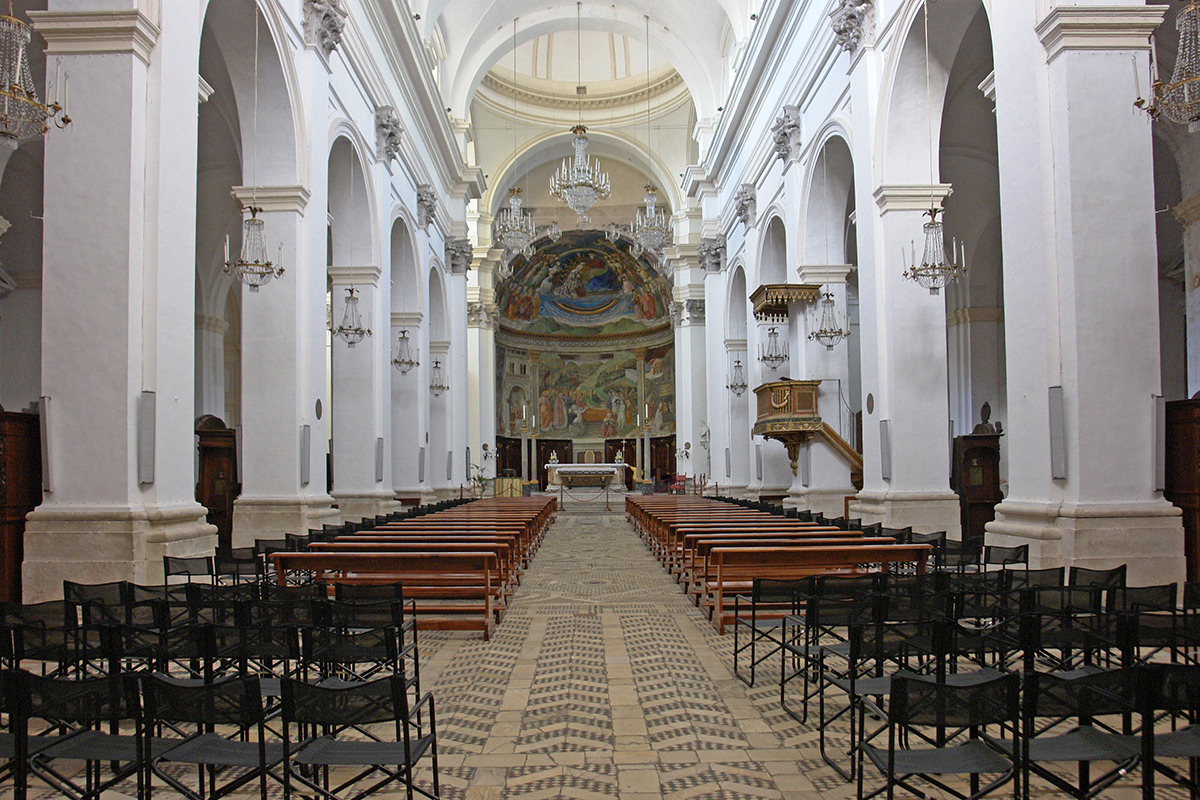
Dom, Hauptschiff
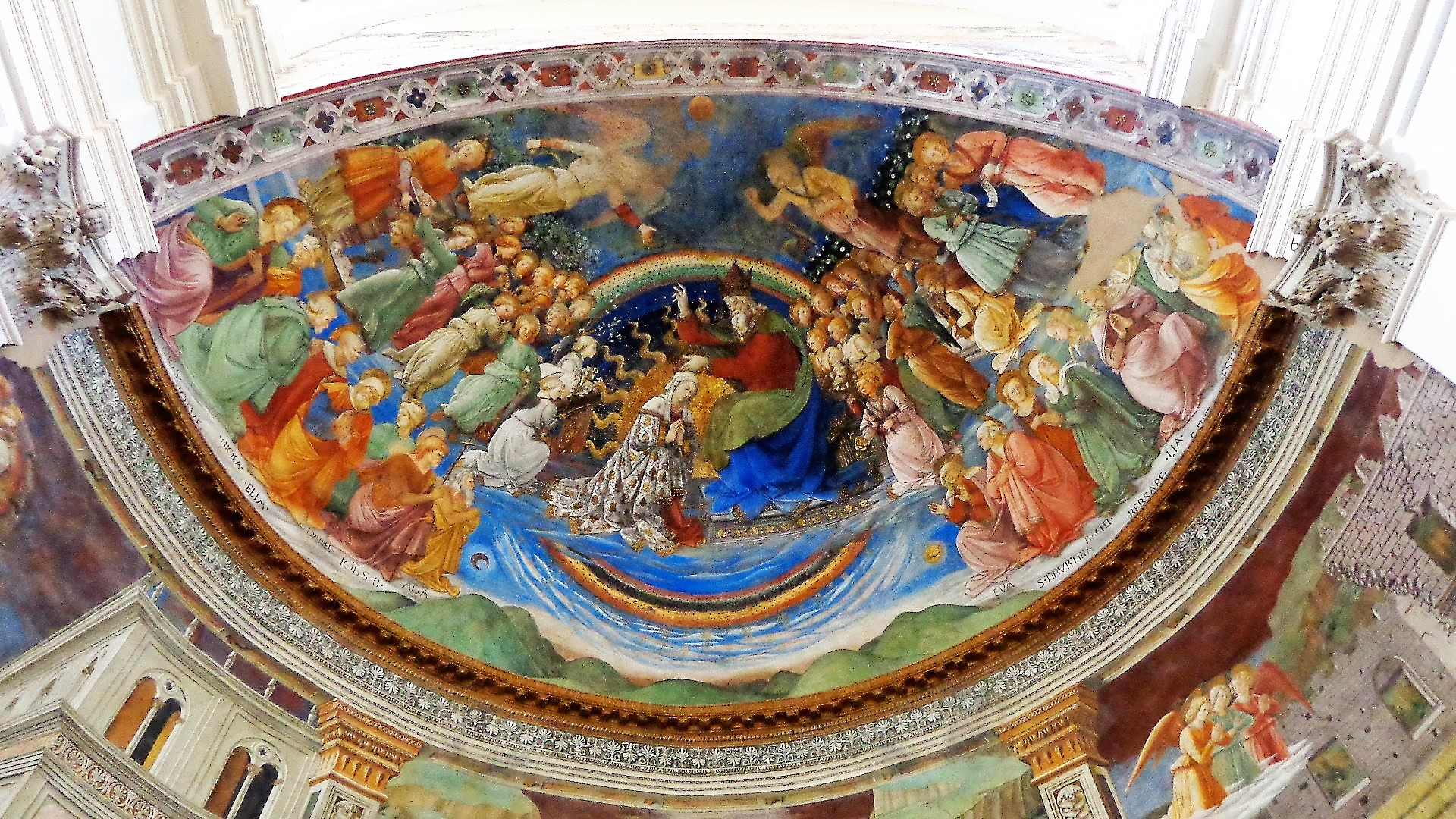
Fresko der Apsis des Doms
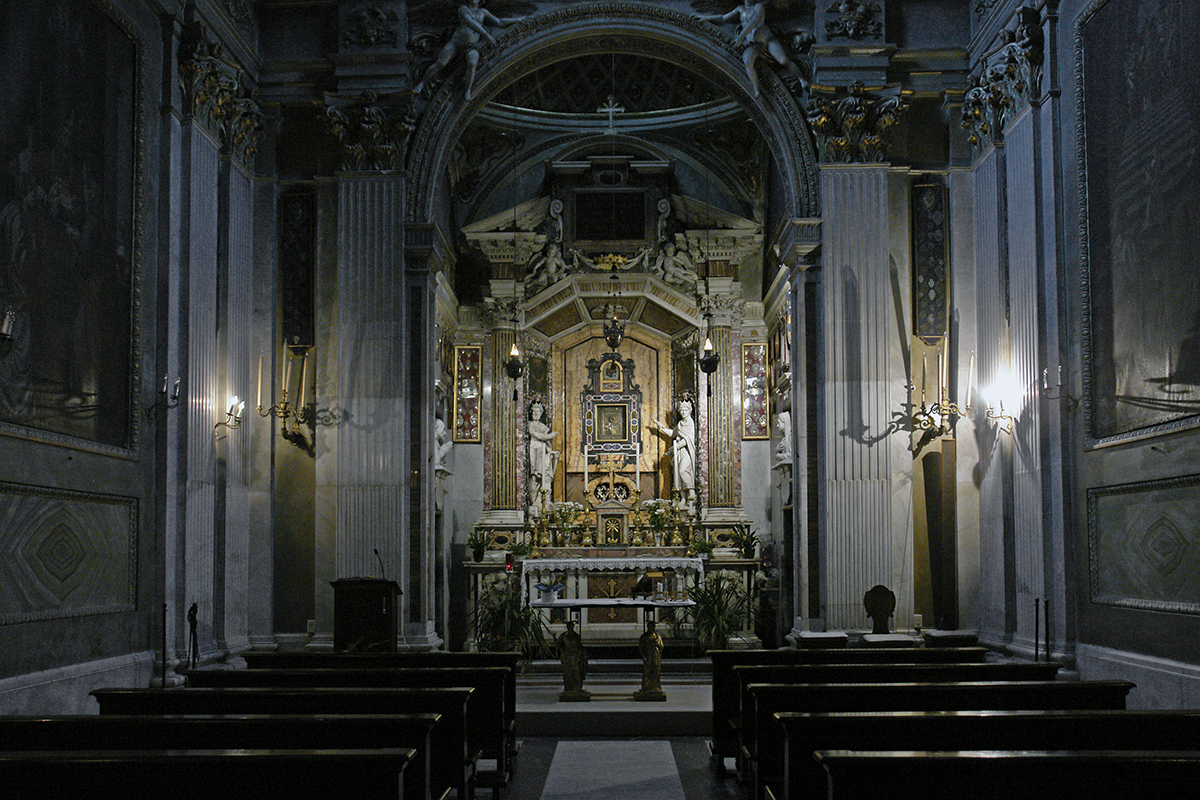
Dom, Seitenaltar
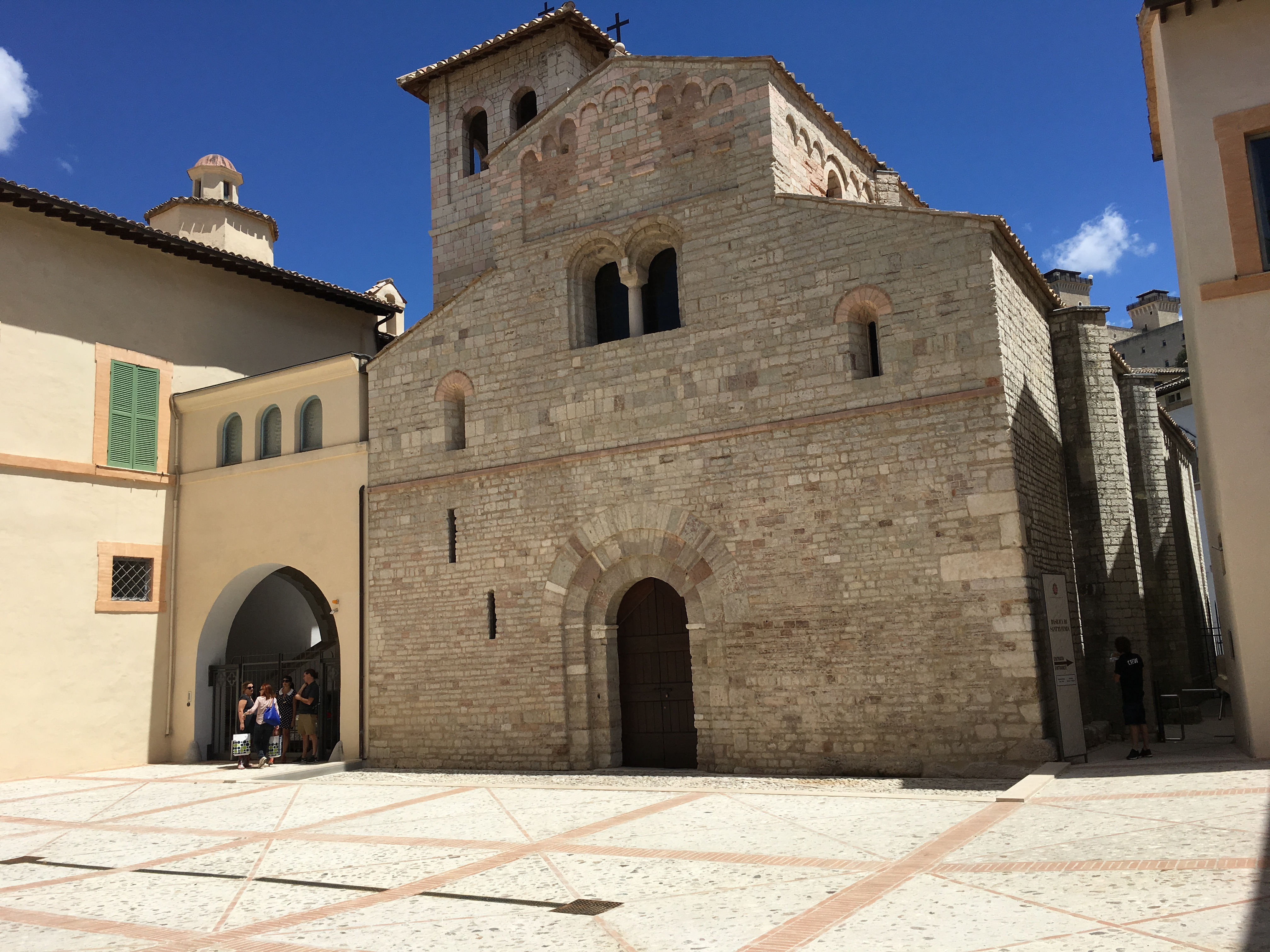
Sant’Eufemia
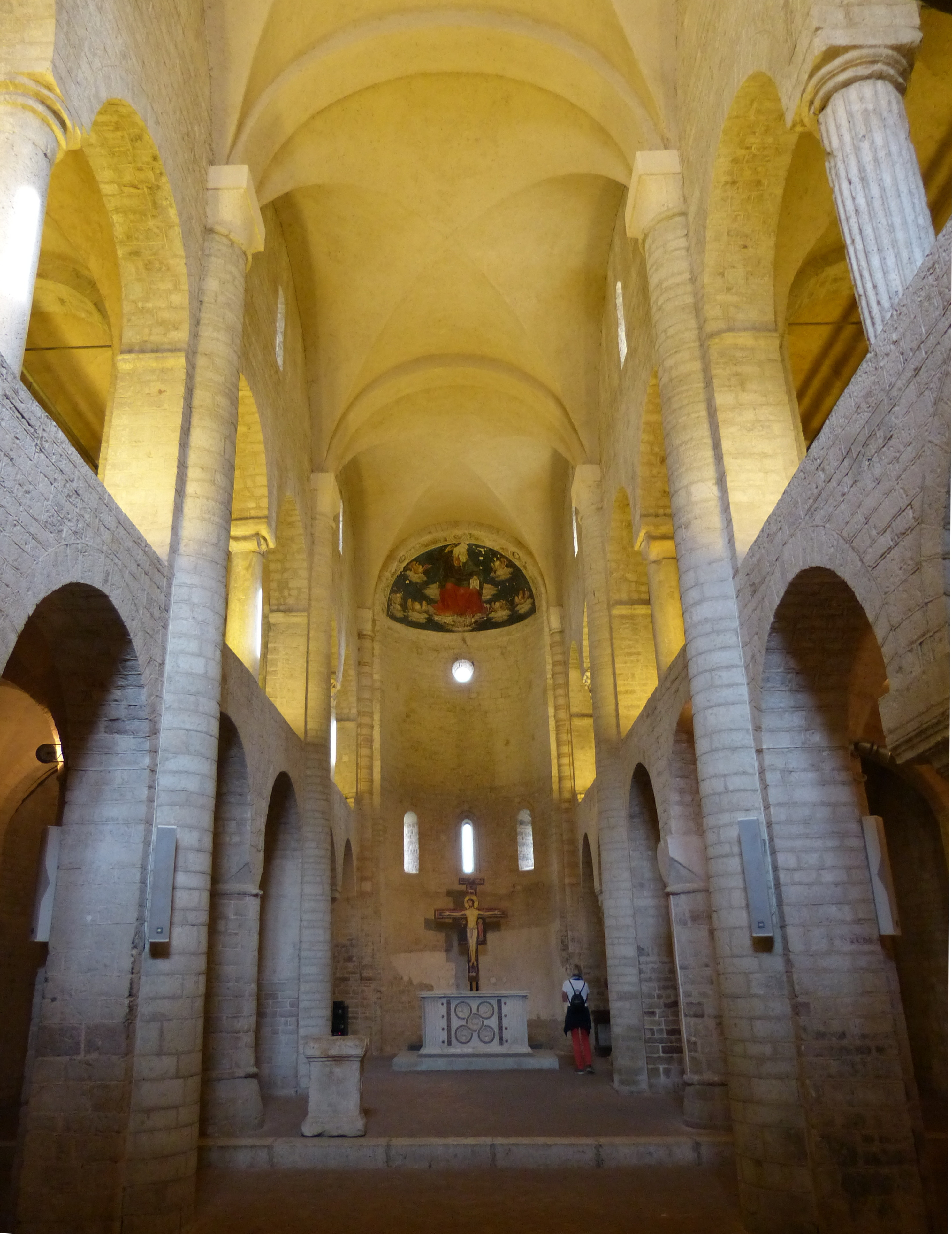
Die Emporen
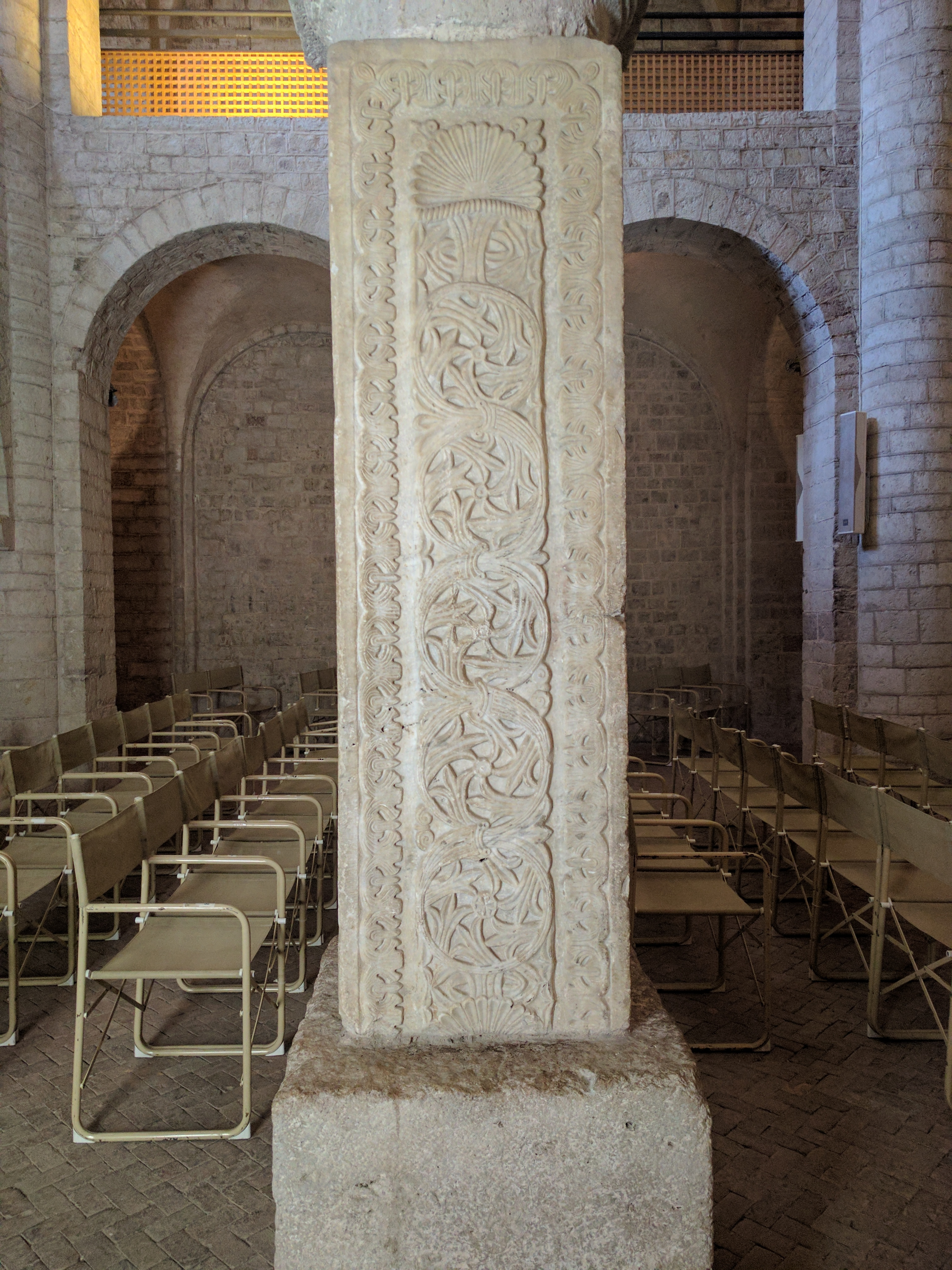
Markante Säule

### Sant’Eufemia

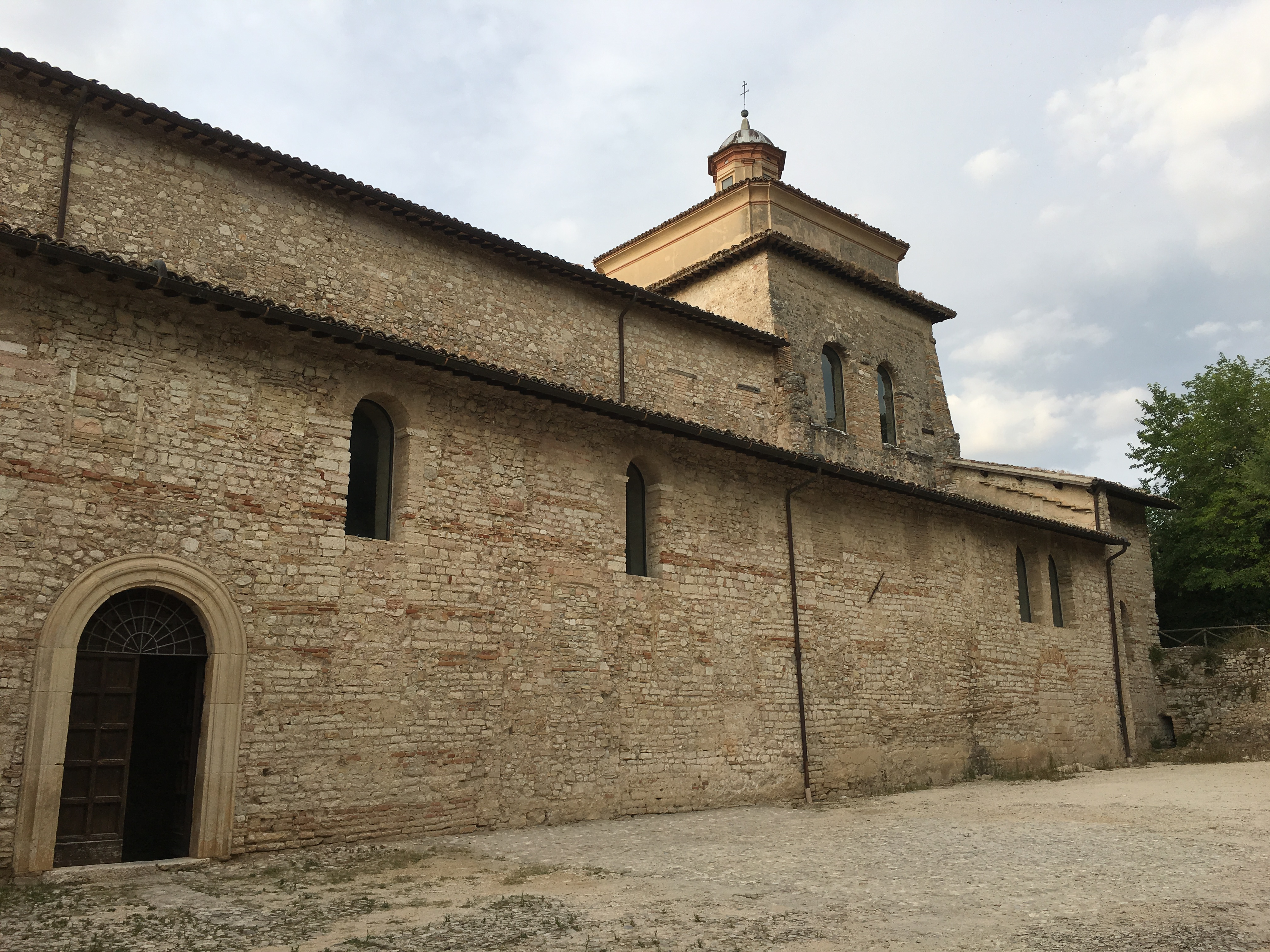
San Salvatore

Spoleto besitzt einige sehr alte Kirchen. Sant’Eufemia aus der zweiten Hälfte des 12. Jahrhunderts ist eine der bedeutendsten romanischen Bauwerke Umbriens, weshalb sie sehr lange restauriert worden ist, von 1907 bis 1954. Es wird allerdings angenommen, dass in dieser Zeit nicht nur restauriert wurde, sondern dass die Kirche lange Zeit nur geschlossen war, weil die Restauratoren auf die nötigen Geldmittel warteten.
Der Innenraum der Kirche ist sehr eigenartig. Es gibt ein offenes Emporengeschoss von fast derselben Größe des Erdgeschosses. Hier ist deutlich ein nördlicher Einfluss aus der Lombardei spürbar. Die lombardische Kunst ist gekennzeichnet durch reiche und oft unruhige Dekorationen, deren Formenkanon häufig Motive des orientalischen Raumes verwendet. Und das ist auch an der interessantesten Säule des Raumes abzulesen, der 3. Stütze von rechts, die entweder von einem Vorgängerbau oder von einem anderen frühromanischen Gebäude übernommen und wieder verwandt wurde. Diese Säule ist ein an drei Seiten dekoriertes Architekturfragment aus dem späten 8. oder frühen 9. Jahrhundert.

### Basilica di San Salvatore
In der im 4./5. Jahrhundert entstandenen Kirche San Salvatore befindet sich die Cella eines römischen Tempels und gilt als eines der bedeutendsten Zeugnisse für frühchristliche Kunst. Im 8. Jahrhundert wurde sie von den Langobarden umgebaut. Seit Juni 2011 gehört die Basilika zu einer Gruppe von Gebäudeensembles, die unter dem Titel Die Langobarden in Italien, Orte der Macht (568 bis 774 n. Chr.) in die Liste des UNESCO-Welterbes aufgenommen wurde.

### Die Rocca und Ponte delle torri

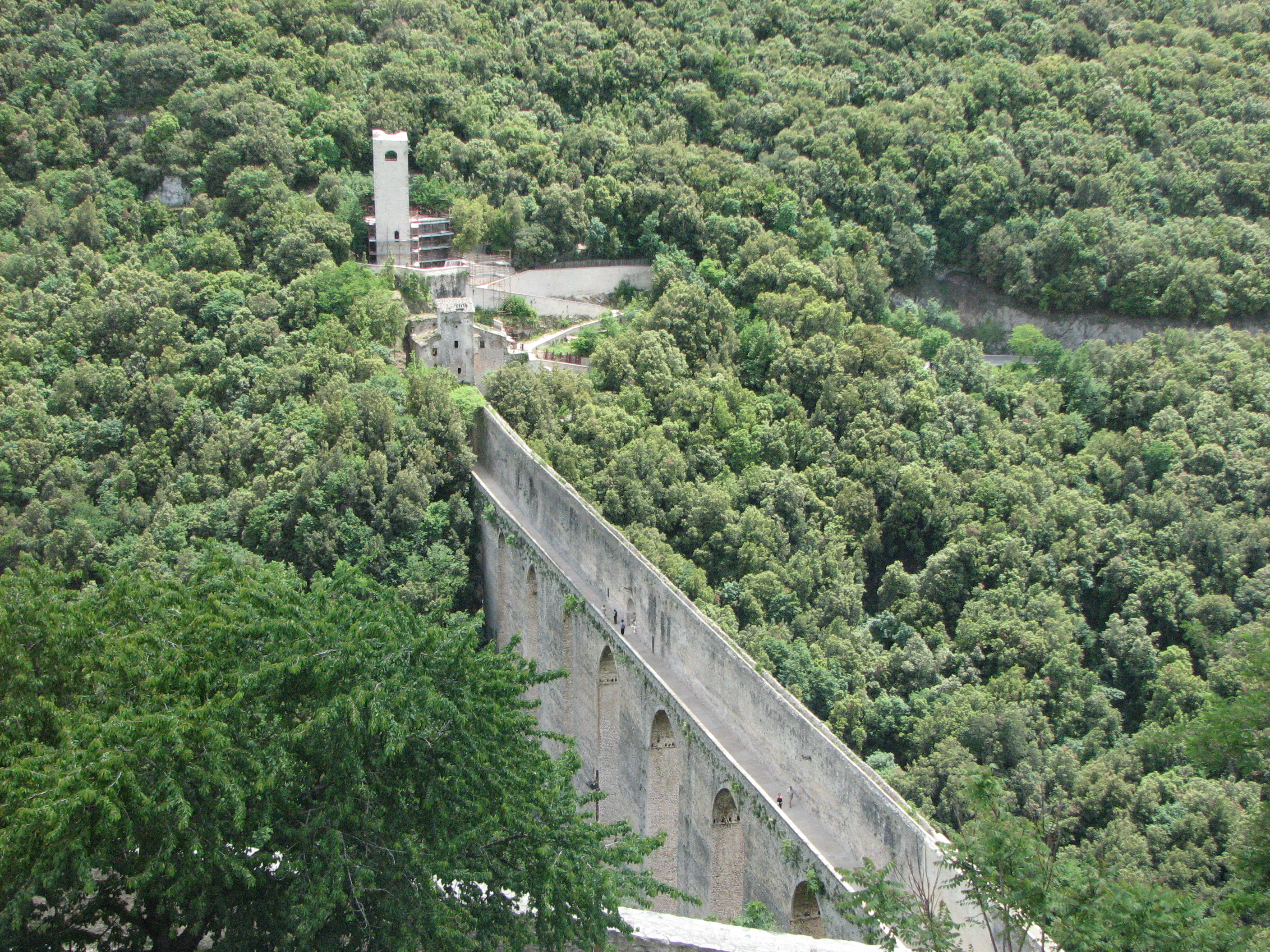
Ponte delle torri

Diese päpstliche Burganlage wurde ab 1359 von Gattapone, dem Baumeister aus Gubbio, gebaut. Unterhalb dieser Burganlage liegt das wahrscheinlich berühmteste Bauwerk der Stadt, die „Brücke der Türme“ (Ponte delle Torri). Sie ist keine römische Wasserleitung, sondern eine mittelalterliche aus dem 13. und 14. Jahrhundert, eine seltene Wiederaufnahme der antiken Aquäduktform. Ihre gewaltigen Ausmaße von 230 Meter Länge bei 76 Meter Höhe haben sie, neben ihrer Seltenheit, so berühmt gemacht.

### San Pietro fuori le mura
Etwas außerhalb der Stadt liegt die Kirche S. Pietro fuori le mura (San Pietro extra moenia) aus dem ausgehenden 12. Jahrhundert. Die Fassade hat um das Portal herum Reliefzonen, die zu den wichtigsten Beispielen romanischer Plastik um 1200 herum gehören. Die Unterteilung der Fassade in rechteckige Felder ist für Umbrien typisch (Keller, S. 411 ff.). Vor dem leeren Grund stehen figürliche Reliefs wie in einer parallelen Schicht. Diese plane Auffassung von Relief und Grund, die einfache überschaubare Felderrahmung in Rechtecken, machen diese Fassade zu einer Vorläuferin der etwa 120 Jahre jüngeren Marmorstirn des Orvietaner Domes.
Die einzelnen Szenen haben natürlich wie immer bei Kirchenfassaden symbolische Bedeutung, die uns heute nicht mehr unbedingt geläufig ist. Beispielsweise greift ein Löwe einen Soldaten an. In der toskanischen und umbrischen Tiersymbolik wird der Löwe mit Gott verglichen. Hier ist der Löwe unbarmherzig gegen jedermann, der wie dieser Soldat an
weltlichen Dingen hängt.

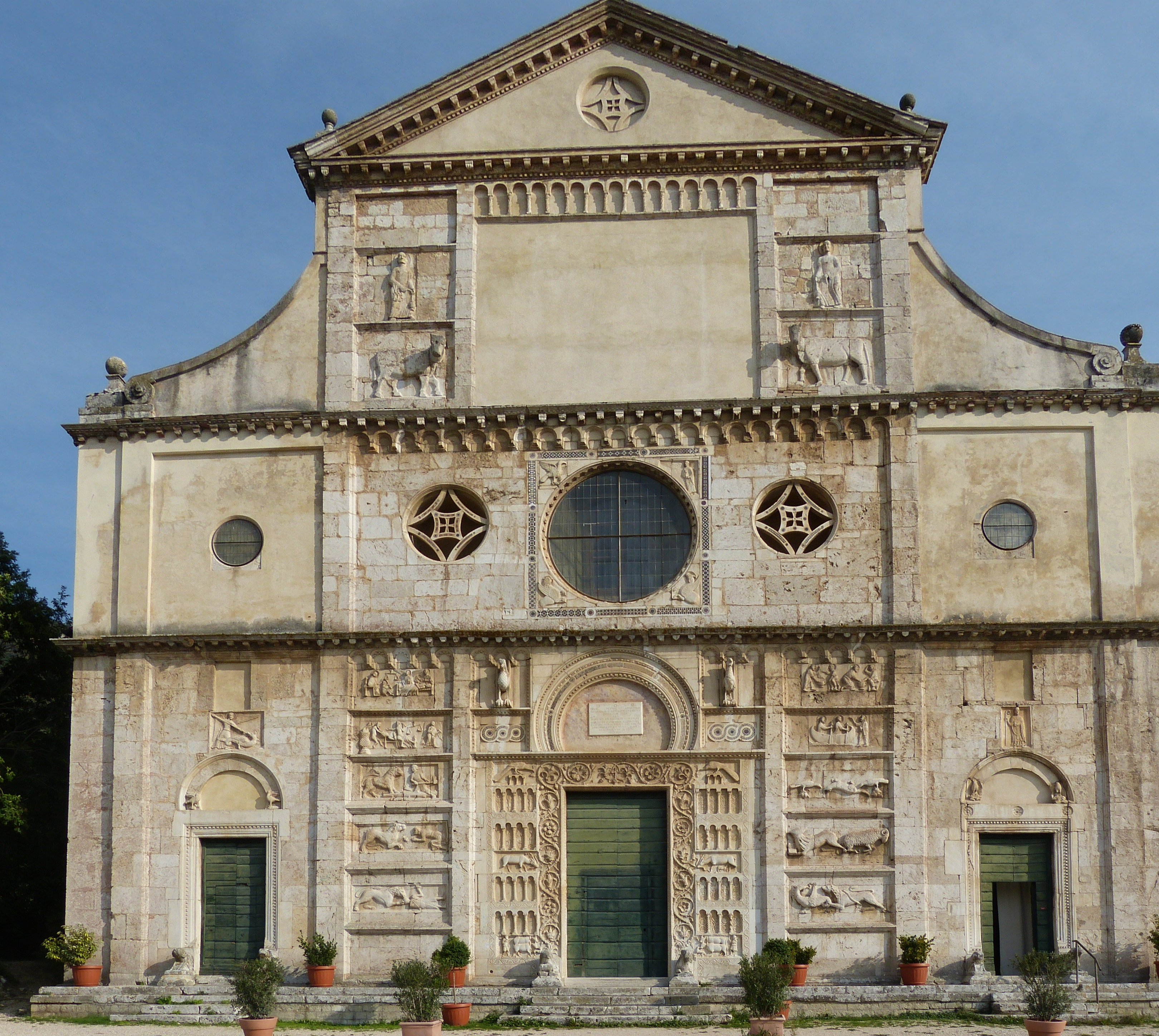
Kirche San Pietro extra Moenia
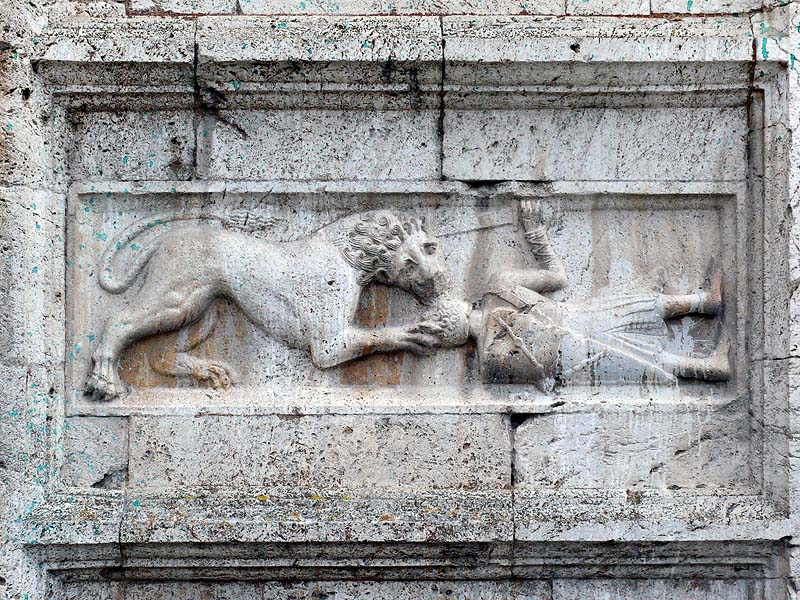
Löwen-Relief
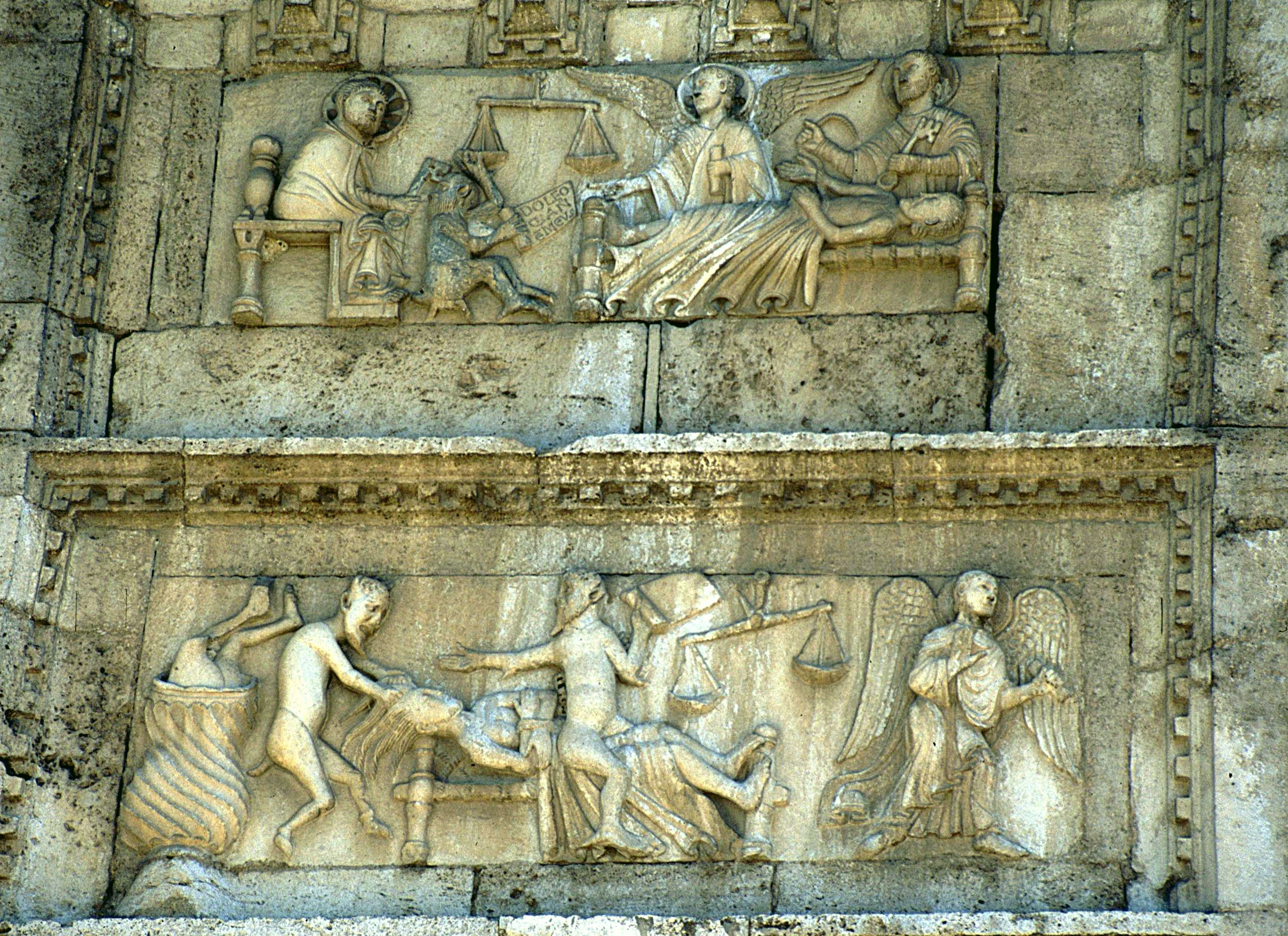
Weitere Reliefs
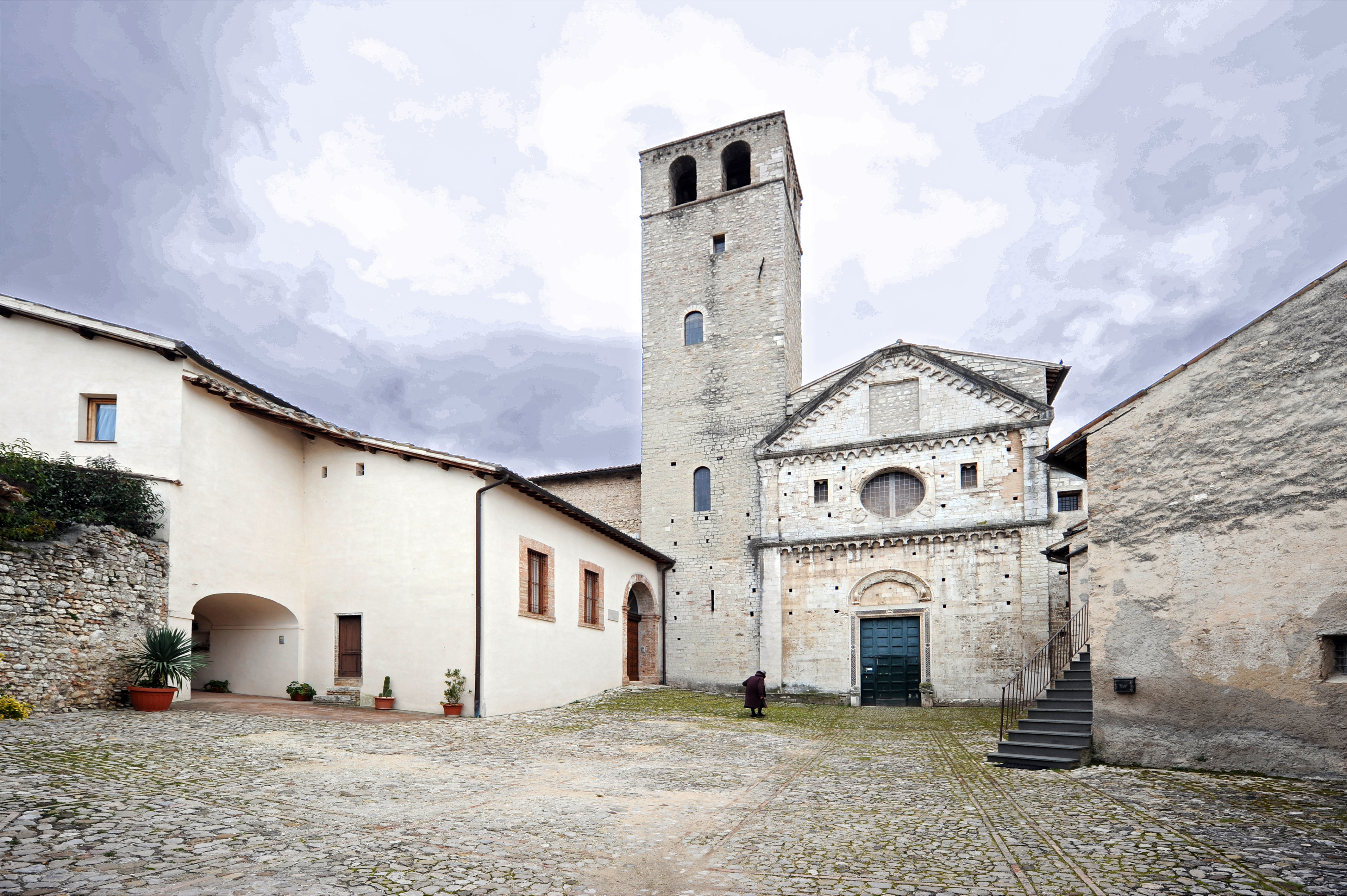
Kirche San Ponziano
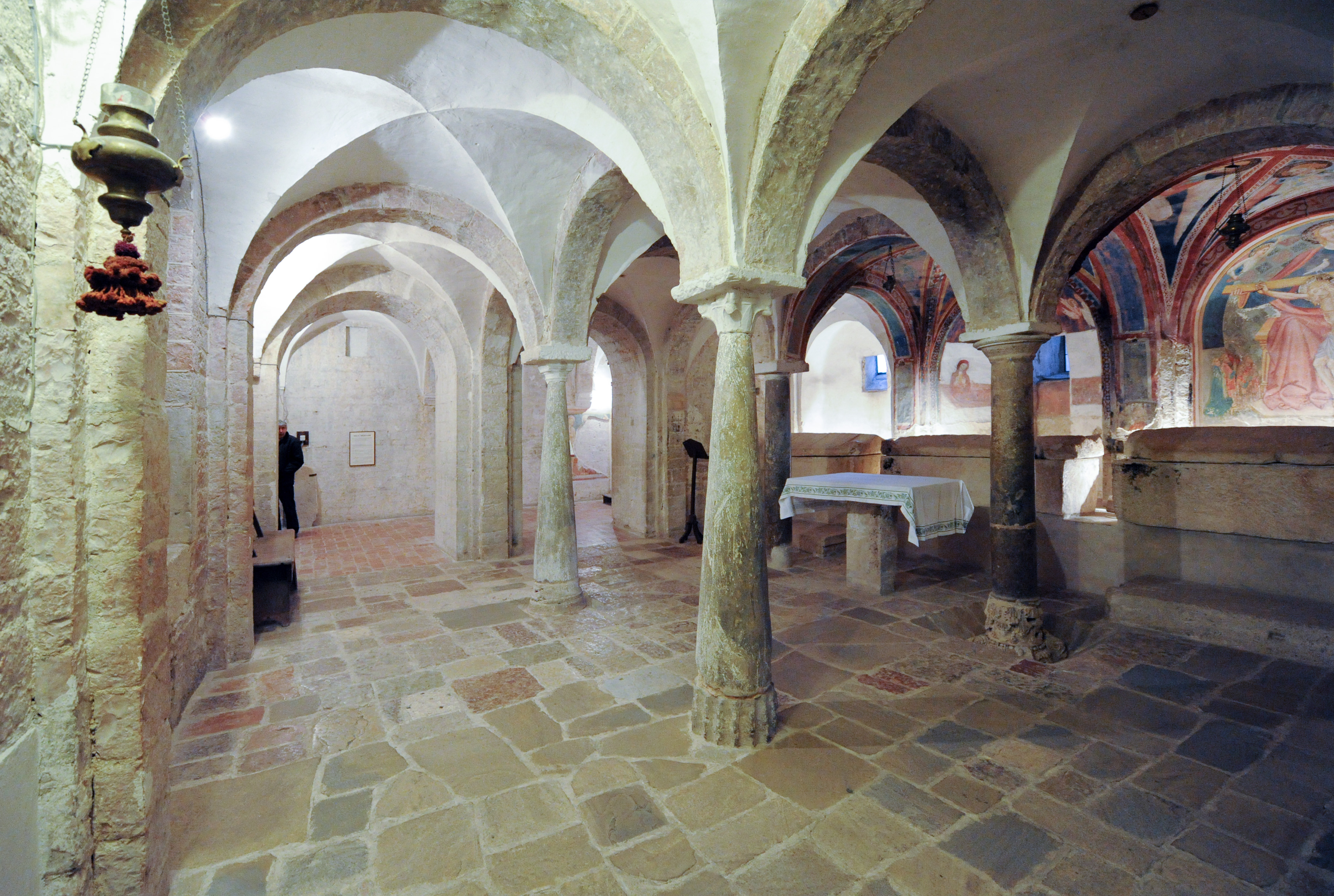
San Ponziano, Krypta mit Spolien

### San Ponziano
Ebenfalls außerhalb des Stadtzentrums liegt San Ponziano, die Kirche des Stadtpatrons aus dem ausgehenden 12. Jahrhundert. (Sie ist mit dem Auto nicht ganz einfach zu erreichen und wird deshalb nur wenig besucht. Man fährt auf der Schnellstraße stadtauswärts und muss dann rechts auf einen kleinen Weg abbiegen.) Dann steht man vor einer schlichten Fassade.
Sehenswert ist vor allem die mit warmem Licht erleuchtete Krypta. Alle ihre fünf Schiffe haben eigene Apsiden, die noch teilweise freskiert sind. Zahlreiche Spolien, also wiederverwandte Säulen, finden sich hier, die manchmal verkehrt herum eingesetzt worden sind.

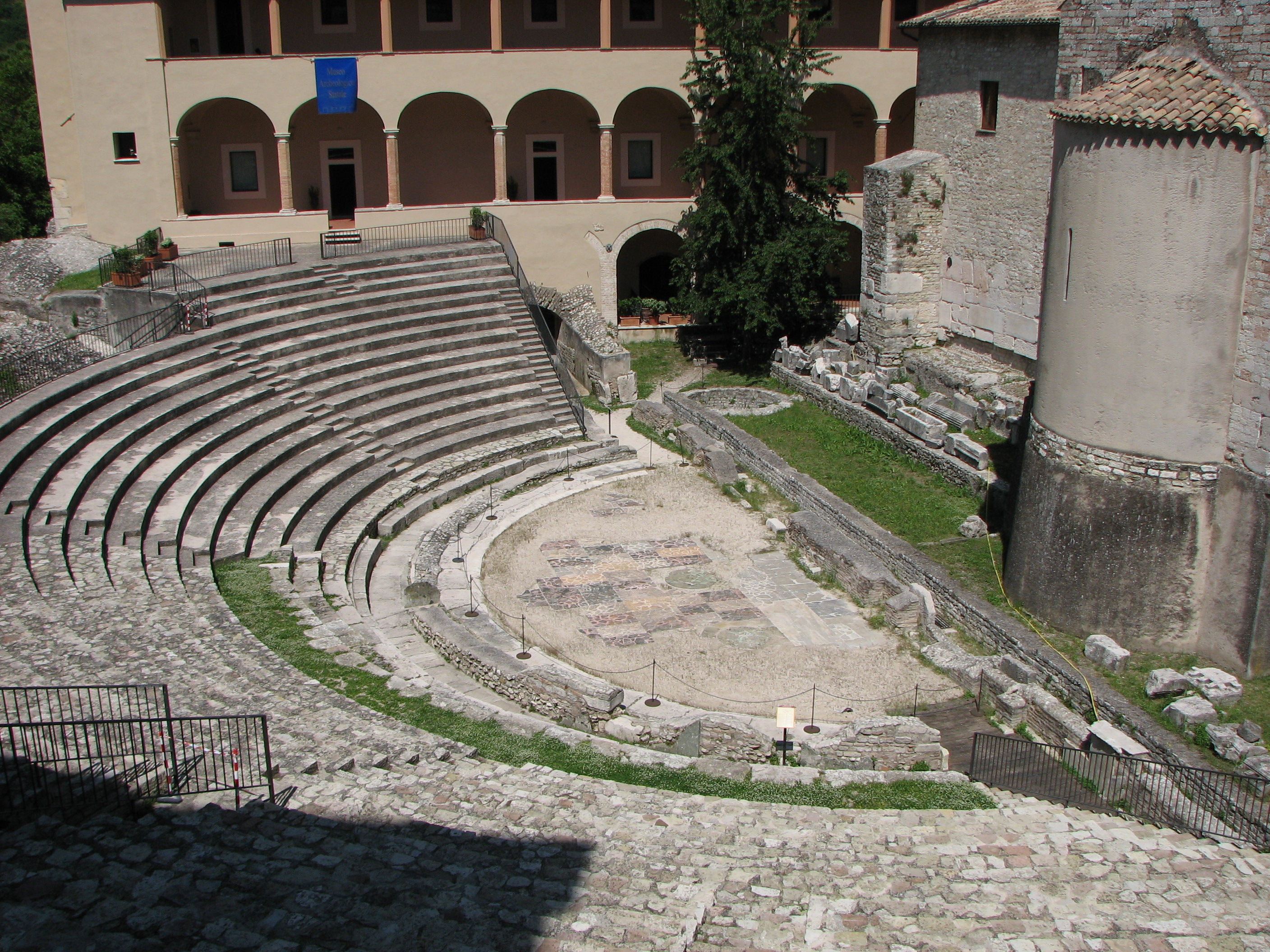
Römisches Theater

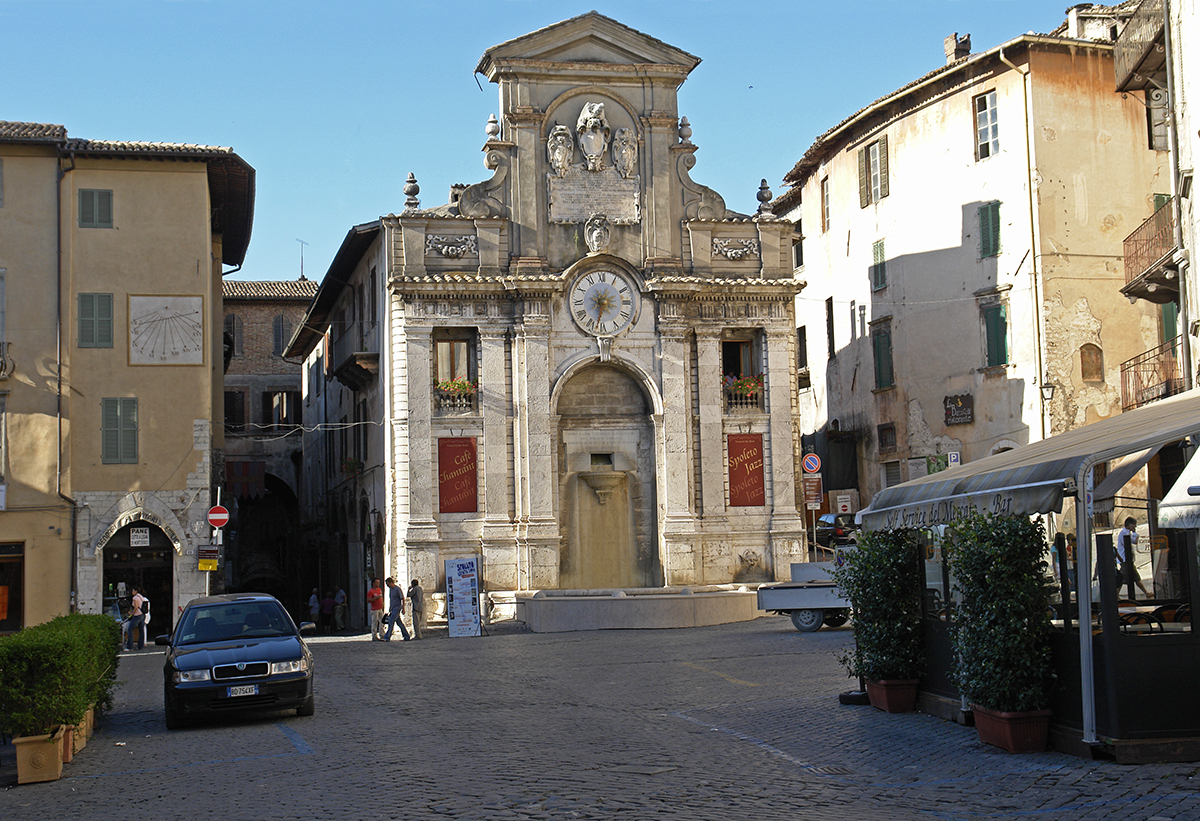
Piazza del Mercato, Marktplatz

## Kultur

### Festival dei Due Mondi
Das „Festival der zwei Welten“ wurde 1958 von dem Komponisten Gian Carlo Menotti (1911–2007) eingeführt und dauert von Juni bis Juli. Es finden auf mehreren Schauplätzen der Stadt Vorstellungen auf den Gebieten Oper, Theater, Ballett, Kammer- und sinfonische Musik statt. Besonders beliebt sind die Aufführungen vor der Fassade des Domes. Die Zuschauerreihen werden abends über die ganze Treppenanlage nach oben gezogen. Zur Verbesserung der Akustik wird das Orchester von einer schnell aufgezogenen Zeltkonstruktion überspannt.
Wenn dieses Festival der zwei Welten stattfindet, werden abends bestimmte Straßen abgesperrt und die jeweiligen Aufführungsplätze vorbereitet. Die Zulassung zu den Vorstellungen wird dann über Verkaufsstände geregelt.

## Wein
Mit dem Namen Spoleto DOC werden Weißweine und Schaumweine, hauptsächlich aus der Rebsorte Trebbiano, angeboten. Die Weine haben seit 2011 eine „kontrollierte Herkunftsbezeichnung“ (Denominazione di origine controllata – DOC), die zuletzt am 7. März 2014 aktualisiert wurde.
Die Weintypen sind:
- ein Verschnittwein Spoleto Bianco, der mindestens 50 % Trebbiano enthalten muss. Höchstens 50 % andere weiße Rebsorten, die für den Anbau in der Region Umbrien zugelassen sind, dürfen zugesetzt werden
- und die fast sortenreinen Weine: Spoleto Trebbiano Spoletino, Spoleto Trebbiano Spoletino Superiore, Spoleto Trebbiano Spoletino Spumante und der Spoleto Trebbiano Spoletino Passito. Diese Weine müssen zu mindestens 85 % aus Trebbiano bestehen. Höchstens 15 % andere weiße Rebsorten, die für den Anbau in der Region Umbrien zugelassen sind, dürfen zugesetzt werden.

## Städtepartnerschaften
- Schwetzingen in Baden-Württemberg (Deutschland)
- Orange (Vaucluse) in der Provence (Frankreich)
- Charleston (South Carolina) in den USA

## Söhne und Töchter der Stadt
- Serena von Spoleto († um 291), frühchristliche Märtyrerin
- Virgilio Rosario (1499–1559), Kardinal der Römischen Kirche
- David de Pomis (1525–nach 1593), jüdischer Arzt und Grammatiker
- Girolamo Fantini (1600–1675), Trompeter und Komponist
- Loreto Vittori (1604–1670), Opernsänger (Kastrat/Mezzosopran) und Komponist
- Filippo Carlo Spada (1670–1742), Bischof von Pesaro
- Francesco Gentilini (1782–1856), römisch-katholischer Bischof von Rimini und Kurienerzbischof
- Pompeo di Campello (1803–1884), Dichter und Politiker
- Enea Sbarretti (1808–1884), Kurienkardinal
- Basilio Pompili (1858–1931), Kurienkardinal der römisch-katholischen Kirche
- Alessandro Onofri (1874–1932), Organist und Komponist
- Gian Gaspare Cittadini Cesi (1907–1984), Diplomat
- Ugo Tucci (1917–2013), Historiker
- Remo Venturi (* 1927), Motorradrennfahrer
- Enrico Sabbatini (1932–1998), Kostümdesigner und Szenenbildner
- Roberto Brunamonti (* 1959), Basketballspieler
- Luciano Biondini (* 1971), Jazzakkordeonist
- Ivan Zaytsev (* 1988), Volleyballspieler
- Elena Maria Petrini (* 1992), Triathletin

## Sonstige Persönlichkeiten
- Simon von Collazzone († 1250), als Seliger verehrter Franziskaner, Gefährte des Hl. Franziskus; starb hier und liegt im Dom begraben
- Georg Heine (1877–1952), deutscher Maler,  lebte und arbeitete zeitweilig mit seiner Familie in Spoleto